# جيري كوفمان
جيري كوفمان (بالتشيكية: Jiří Kaufman)‏ هو لاعب كرة قدم تشيكي، ولد في 28 نوفمبر 1979 في باردوبيتسه في التشيك. شارك مع منتخب التشيك تحت 17 سنة لكرة القدم ومنتخب جمهورية التشيك تحت 20 سنة لكرة القدم ومنتخب جمهورية التشيك تحت 21 سنة لكرة القدم. أما مع النوادي، فقد لعب مع إرتسغيبيرغه آوه وإنيرجي كوتبوس وبوهيميانز 1905 ونادي كارلسروه ونادي هراتس كرالوفه وهانوفر 96.

## وصلات خارجية
- جيري كوفمان على موقع الاتحاد التشيكي (الإنجليزية)
- جيري كوفمان على موقع قاعدة بيانات كرة القدم.إي يو (الإنجليزية)
- جيري كوفمان على موقع بيانات كرة القدم. دي إي (الألمانية)
- جيري كوفمان على موقع Soccerway.com (الإنجليزية)
- جيري كوفمان على موقع عالم كرة القدم.نت (الإنجليزية)